# Повінь у Родосі (316 р. до н. е.)

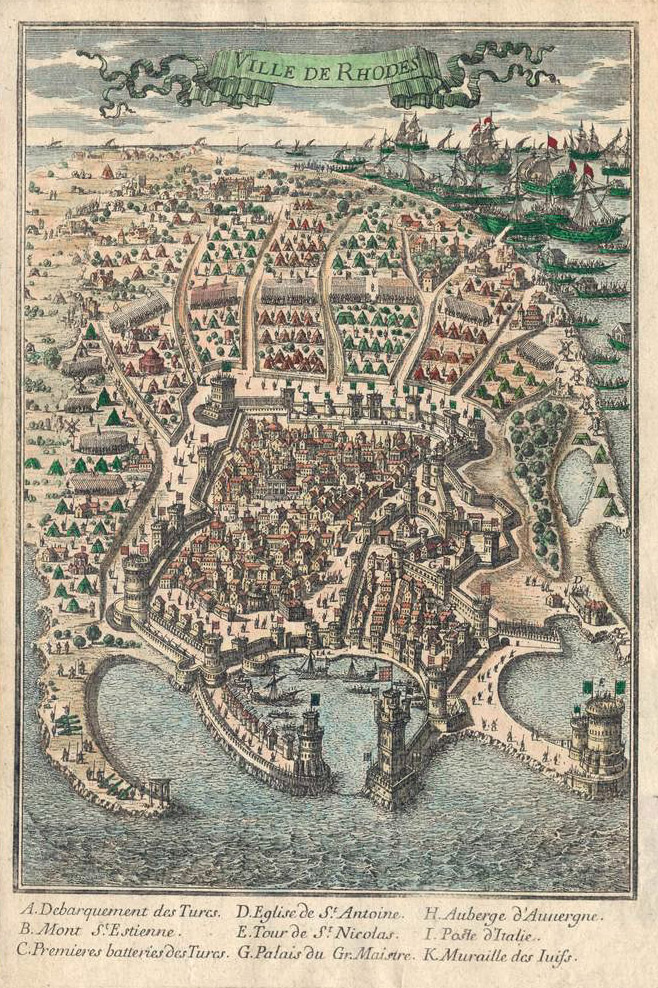
Зображення середньовічного Родосу, котрий зберігав загальну структуру античного міста. Позначена на ній лінія оборонних мурів проходить по верхньому краю оберненого до бухти схилу напівкруглої форми

Повінь у Родосі (316 р. до н. е.) — стихійне лихо, котре трапилось у 316 р. до н. е. в місті Родос та ледь не призвело до катастрофічних наслідків.
Місто Родос заснували у 408 р. до н. е. на північному завершенні однойменного острова. Його будівлі піднімались від бухти по схилу напівкруглої форми, що створювало передумови для повеней під час сильних злив, оскільки вода прямувала до центру міста одразу з кількох сторін. За перше століття існування Родосу тут трапилось три сильні повені. Перша сталась невдовзі після виникнення міста, коли відведена для нього площа була значною мірою вільна від забудови — це полегшило прохід потоків води та дозволило уникнути занадто важких наслідків. Друга повінь вже стала причиною загибелі значної кількості громадян.
Найважчі наслідки мало третє стихійне лихо, котре припало на 316 р. до н. е. Ця подія сталась по завершенні дощової зимової пори, коли родосці перестали пильно слідкувати за станом каналізації та прочищати дренажні отвори у мурах. Проте в один з весняних днів розпочалась потужна злива, котру супроводжував град велетенських розмірів — градини мали вагу у міну (фунт) та навіть більше. Деякі будівлі завалились під вагою опадів, котрі потрапили на них, що стало причиною загибелі чималого числа містян.
Внаслідок стрімкого зростання рівня води у нижній частині Родосу мешканці були вимушені рятуватись втечею до театру, на кораблі, пробували знайти прихисток на базах статуй (які у великій кількості прикрашали античні міста) та алтарях. Вода заповнила район навколо агори та Храму Діоніса і наближалась до Храму Асклепія. Проте в цей момент настав перелом, оскільки внаслідок руйнування значної ділянки мурів маси води почали стікати через пролом до моря.
На щастя для родосців, повінь сталась вдень, коли містяни могли завчасно побачити небезпеку та втекти із нижньої частини Родосу. Втім, стихійне лихо все-рівно забрало життя біля 500 осіб.